# Hochstatt (Oberstdorf)
Hochstatt (mundartlich: Hoəxschdad) ist ein Gemeindeteil der Marktgemeinde Oberstdorf im bayerisch-schwäbischen Landkreis Oberallgäu.

## Geographie
Die Einöde liegt circa vier Kilometer westlich des Hauptorts Oberstdorf an der Starzlach.

## Ortsname
Der Ortsname setzt sich aus den frühneuhochdeutschen Wörtern Statt für Stelle sowie hoch für hoch gelegen zusammen und bedeutet hochgelegene Wohnstätte.

## Geschichte
Hochstatt wurde erstmals urkundlich im Jahr 1808 als Flurname Holzmark im Hoch(g)staad erwähnt. 1825 wurde die Hochstattmühle erwähnt. 1875 wurden drei Gebäude mit 13 Einwohnern im Ort gezählt und 1950 ein Gebäude.